# League of Super Evil
League of Super Evil er en amerikansk/canadisk animeret action-eventyr-tv-serie, som blev sendt på YTV fra 2009 til 2012. Serien blev produceret af Nerds Corps Entertainment, I Danmark havde serien premiere den 12. november 2009 fra Nickelodeon. Der 3 sæsoner med 52 afsnit som har en varighed på 22 minutter.

## Danske stemmer
| Karakter   | Original Stemme | Danske Stemmer    |
| ---------- | --------------- | ----------------- |
| Doktor Frø | Lee Tockar      | Mathias Klenske   |
| Røde Plage | Colin Murdock   | Caspar Phillipson |
| Voltar     | Scott McNeil    | Kasper Leisner    |

## Dansk Version
- Studie: Audio Resort